# Gibbobruchus speculifer
Gibbobruchus speculifer is een keversoort uit de familie bladkevers (Chrysomelidae). De wetenschappelijke naam van de soort werd in 1833 gepubliceerd door Leonard Gyllenhaal.